# Мозаичное
«Мозаичное» — ювелирное яйцо, одно из пятидесяти двух императорских пасхальных яиц, изготовленных фирмой Карла Фаберже для русской императорской семьи. Яйцо было создано по заказу Николая II в 1914 году, в качестве подарка его жене Александре Фёдоровне на Пасху 1914 года. Яйцо выполнено по рисунку художницы Альмы Пиль ювелиром Альбертом Холмстрёмом. Является самым дорогим императорским пасхальным яйцом. Поступило из Валютного фонда Наркомфина в 1927 году. Хранится в Королевской коллекции короля Карла III, Лондон, (Великобритания).

## Описание
Пасхальное ювелирное яйцо собрано из системы жёлтых золотых поясов, к которым крепится платиновая сеть, частично украшенная алмазами, сапфирами, рубинами, изумрудами, кварцем, топазами и зелёным гранатом. Яйцо разделено на пять овальных групп с жемчугом, ограниченным линиями непрозрачной белой эмали. В каждом пересечении установлены пять крупных алмазов. На вершине установлен лунный камень, через который видны золотые инициалы царицы, инкрустированные в непрозрачную, бледно-розовую эмалированную мемориальную доску.
В определённой степени, история Императорских пасхальных яиц Фаберже заканчивается на «мозаичном». Фирма Фаберже производила ювелирные пасхальные яйца для Императорской семьи ещё на протяжении трёх лет. Однако, в связи с суровыми условиями военных лет, именно это яйцо оказалось последним, сделанным без ограничений в бюджете.

## Сюрприз
Сюрприз — миниатюрная камея с профилями детей Николая II из золота, украшенная жемчугом, зелёными гранатами, декорированной прозрачной зелёной, непрозрачной белой, переливчатой бледно-розовой, бледно-зелёной эмалью. Овальная основа, имеющая форму вазы с белым стеблем, украшена алмазами, изумрудами и двумя жемчужинами.
Вершина увенчана Императорской короной, украшенной алмазами. Задняя сторона миниатюры эмалированная, с корзиной цветов, вокруг которой выполнены надписи: 1914 год и имена пяти детей.

## Владельцы
Император Николай II подарил яйцо «Мозаичное» своей жене Александре Фёдоровне на Пасху 1914 года. За данный предмет император заплатил 28 300 рублей - наибольшая стоимость за одно императорское пасхальное яйцо. После Октябрьской революции, вместе с другими сокровищами императорской семьи, оно было конфисковано большевиками. В 1933 году ювелирное яйцо «Мозаичное» было продано Всесоюзным объединением «Антиквариат» незафиксированному покупателю. В 1934 году продано Королю Георгу V и королеве Мэри, Лондон. В 1953, унаследовано королевой Елизаветой II. После её смерти в 2022 году перешло в собственность короля Карла III.
Кроме «мозаичного» (1914), в Британской королевской коллекции (англ. The Royal Collection) хранятся ещё два императорских ювелирных пасхальных яйца, изготовленных фирмой Фаберже и одно, из так называемых пасхальных яиц Кельха, также изготовленное фирмой:
- Корзинка цветов (1901)[6];
- Колоннада (1910)[7];
- Яйцо с панелями (1899)[8] — одно из семи яиц, заказанных русским предпринимателем А. Ф. Кельхом в подарок своей жене[9] Варваре Кельх-Базановой[10] (изготовил ювелир фирмы Фаберже — Михаил Перхин).